# Gaston Grümmer Carrossier
Gaston Grümmer Carrossier war ein französischer Karosseriehersteller, der in der Zeit zwischen den Weltkriegen individuelle Aufbauten für Automobile der Oberklasse entwarf und produzierte. Grümmer galt in den 1930er-Jahren als Pionier des Leichtbaus und der Aerodynamik.

## Familiäres Umfeld
Gründer des Unternehmens war Gaston Grümmer. Er entstammte einer Familie, die seit dem 17. Jahrhundert in Aachen ansässig war. Sein Großvater Friedrich Joseph Grümmer zog im 19. Jahrhundert nach Brüssel, wo er einen Sattlerbetrieb aufbaute, der sich mit der Ausstattung hochwertiger Kutschen beschäftigte. Später wechselte er nach Paris. Sein Sohn Antoine Joseph arbeitete mindestens seit der Jahrhundertwende bei dem alteingesessenen Pariser Geschirrfabrikanten Morel. 1919 übernahmen Antoine Grümmers Söhne, unter ihnen Gaston, den Betrieb Morels und benannten ihn in Établissements Grümmer um. Die Grümmer-Brüder stellten in den ersten Jahren noch hochwertige, individuelle Inneneinrichtungen für Kutschen her, vollzogen dann aber den Wechsel zum Automobil.

## Unternehmensgeschichte

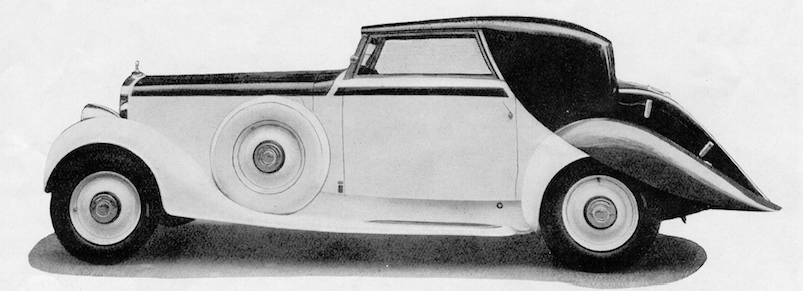
Delage mit Grümmer-Karosserie

1924 verließ Gaston Grümmer den Betrieb seiner Brüder, der bis 1933 weiter existierte, und machte sich in der Pariser Vorortgemeinde Clichy selbständig. In dem nach ihm benannten Unternehmen fertigte Grümmer zunächst Karosserien nach dem Weymann-Patent, arbeitete aber parallel an eigenständigen Konstruktionsmerkmalen. Grümmer, der als Pilot am Ersten Weltkrieg teilgenommen hatte, war von der Luftfahrt beeinflusst und bemühte sich deshalb zunehmend um konsequenten Leichtbau, Aerodynamik und möglichst niedrige Karosserieformen. In den ersten Jahren arbeitete er mit dem Luftfahrtpionier Étienne Bunau-Varilla zusammen. Beide entwickelten Techniken zur Senkung des Schwerpunkts von Automobilen. Ab 1930 kam es zu einer Zusammenarbeit mit Guillaume Busson, der ebenfalls Pilot war und wie Grümmer an der Entwicklung aerodynamisch günstiger Karosserien interessiert war. 1933 erschienen die ersten Grümmer-Karosserien, deren Stil von aerodynamischen Kriterien geprägt war. Die Aéroprofile genannten Aufbauten hatten fließende Formen, eine im Vergleich zu den üblichen zeitgenössischen Karosserien stark geneigte Windschutzscheibe, in die Karosserie integrierte Scheinwerfer, verdeckte Hinterräder und ein langes, flach auslaufendes Heck. Derartige Aufbauten entstanden auf Chassis von Alfa Romeo, Renault und Hispano-Suiza.
Das Unternehmen bestand je nach Quelle bis 1935 oder 1939.

## Markenname
Das Unternehmen firmierte als Gaston Grümmer. Der für die französische Sprache ungewöhnliche Umlaut „ü“ wurde regelmäßig verwendet. Nur wenn der komplette Name in Großbuchstaben gesetzt war, entfiel das „ü“; statt des Umlauts wurde dann ein großes „U“ gesetzt. Phonetisch ergab sich daraus kein Unterschied.